# مصطفی معن
مصطفی معن (انگلیسی: Mustafa Maan؛ زادهٔ ۱۵ ژانویهٔ ۱۹۹۷) بازیکن فوتبال اهل عراق است.
وی همچنین در تیم‌های ملی فوتبال زیر ۱۷ سال عراق، زیر ۲۳ سال عراق، و عراق بازی کرده‌است.